# Premier League de Malta 2017-18
La  Premier League de Malta 2017-18 fue la edición número 103 de la Premier League de Malta. La temporada comenzó el 18 de agosto de 2017 y terminó el 22 de abril de 2018. El Valletta se proclamó campeón, alzándose con su 24° título de liga.

## Sistema de competición
Los catorce equipos participantes jugaron entre sí todos contra todos dos veces totalizando 26 partidos cada uno. Al final de la temporada el primer clasificado obtuvo un cupo para la primera ronda de la Liga de Campeones 2018-19. El segundo y tercer clasificado obtuvieron un cupo a la primera ronda de la  Liga Europa 2018-19. El último y penúltimo clasificado descendierón a la Primera División 2018-19, mientras que el duodécimo primer clasificado jugó el Play-off de relegación contra el tercer clasificado de la Primera División 2017-18 que determinó quien de los dos jugará en la Premier League la próxima temporada.
Un tercer cupo para la Liga Europa 2018-19 fue asignado al campeón de la Copa Maltesa.

## Equipos participantes
| Equipo           | Ciudad     | Estadio                   | Capacidad |
| ---------------- | ---------- | ------------------------- | --------- |
| Balzan           | Ta' Qali   | Estadio Nacional Ta' Qali | 17.000    |
| Birkirkara       | Birkirkara | Infetti Ground            | 2.500     |
| Floriana         | Floriana   | Independence Ground       | 3.000     |
| Gzira United     | Gżira      | Centenary Stadium         | 2.000     |
| Hibernians       | Paola      | Hibernians Ground         | 1.500     |
| Hamrun Spartans  | Hamrun     | Victor Tedesco Stadium    | 2.000     |
| Lija Athletic    | Lija       | Lija Ground               | 500       |
| Mosta            | Mosta      | Estadio Charles Abela     | 600       |
| Naxxar Lions     | Naxxar     | Estadio centenario        | 2.000     |
| Senglea Athletic | Senglea    | Estadio Nacional Ta' Qali | 17.000    |
| Sliema Wanderers | Sliema     | Estadio Nacional Ta' Qali | 17.000    |
| St. Andrews      | Pembroke   | Luxol Sports Ground       | 800       |
| Tarxien Rainbows | Tarxien    | Estadio Nacional Ta' Qali | 17.000    |
| La Valletta      | La Valeta  | Estadio Nacional Ta' Qali | 17.000    |

### Ascensos y descensos
| Pos. | AscendidoS de Primera División 2016-17 |
| ---- | -------------------------------------- |
| 1    | Lija Athletic                          |
| 2    | Senglea Athletic                       |
| 3    | Naxxar Lions                           |

| Pos. | Descendidos de Premier League 2016-17 |
| ---- | ------------------------------------- |
| 12   | Pembroke Athleta                      |

## Clasificación
| Pos. | Equipo               | Pts. | PJ | G  | E  | P  | GF | GC | Dif. | Clasificación 2018–19                         |
| ---- | -------------------- | ---- | -- | -- | -- | -- | -- | -- | ---- | --------------------------------------------- |
| 1    | Valletta (C)         | 58   | 26 | 17 | 7  | 2  | 40 | 11 | +29  | Primera ronda de la Liga de Campeones         |
| 2    | Balzan               | 55   | 26 | 16 | 7  | 3  | 42 | 19 | +23  | Primera ronda de la Liga Europa               |
| 3    | Gzira United         | 51   | 26 | 15 | 6  | 5  | 52 | 33 | +19  | Ronda Preliminar de la Liga Europa            |
| 4    | Birkirkara           | 47   | 26 | 15 | 2  | 9  | 44 | 28 | +16  | Ronda Preliminar de la Liga Europa            |
| 5    | Hibernians           | 46   | 26 | 13 | 7  | 6  | 43 | 16 | +27  |                                               |
| 6    | Floriana             | 46   | 26 | 12 | 10 | 4  | 48 | 18 | +30  |                                               |
| 7    | Sliema Wanderers     | 40   | 26 | 11 | 7  | 8  | 35 | 26 | +9   |                                               |
| 8    | Hamrun Spartans      | 35   | 26 | 10 | 5  | 11 | 39 | 33 | +6   |                                               |
| 9    | Senglea Athletic     | 26   | 26 | 7  | 5  | 14 | 29 | 47 | −18  |                                               |
| 10   | Mosta                | 26   | 26 | 7  | 5  | 14 | 28 | 52 | −24  |                                               |
| 11   | St. Andrews          | 24   | 26 | 6  | 6  | 14 | 21 | 41 | −20  |                                               |
| 12   | Tarxien Rainbows (O) | 23   | 26 | 6  | 5  | 15 | 34 | 56 | −22  | Promoción por la permanencia                  |
| 13   | Naxxar Lions         | 22   | 26 | 5  | 7  | 14 | 27 | 41 | −14  | Desciende a Primera División de Malta 2018-19 |
| 14   | Lija Athletic        | 6    | 26 | 1  | 3  | 22 | 23 | 83 | −60  | Desciende a Primera División de Malta 2018-19 |

Actualizado a los partidos jugados el 22 de abril de 2019.
 Fuente: Soccerway

## Tabla de resultados cruzados
Los clubes jugarán entre sí en dos ocasiones para un total de 26 partidos cada uno.
| Local \ Visitante | BAL | BIR | FLO | GZI | HAM | HIB | LIJ | MOS | NAX | SEN | SLI | STA | TAR | VAL |
| ----------------- | --- | --- | --- | --- | --- | --- | --- | --- | --- | --- | --- | --- | --- | --- |
| Balzan            | —   | 2–1 | 1–1 | 0–0 | 2–0 | 1–0 | 4–3 | 2–0 | 2–0 | 2–1 | 0–0 | 3–1 | 1–0 | 2–1 |
| Birkirkara        | 1–3 | —   | 1–1 | 4–0 | 4–2 | 1–3 | 2–1 | 2–0 | 3–2 | 5–0 | 2–1 | 2–0 | 3–1 | 0–3 |
| Floriana          | 1–1 | 0–2 | —   | 1–1 | 1–0 | 0–1 | 6–0 | 5–0 | 2–0 | 3–0 | 1–0 | 4–0 | 5–0 | 1–1 |
| Gzira United      | 1–2 | 2–0 | 0–0 | —   | 4–0 | 3–2 | 3–2 | 2–2 | 3–1 | 4–1 | 2–1 | 1–1 | 3–1 | 2–1 |
| Hamrun Spartans   | 0–0 | 0–1 | 0–1 | 1–2 | —   | 0–1 | 1–1 | 5–2 | 2–0 | 3–0 | 2–3 | 1–1 | 2–1 | 0–0 |
| Hibernians        | 1–0 | 1–0 | 1–1 | 2–0 | 0–0 | —   | 7–0 | 3–0 | 1–1 | 5–1 | 0–1 | 4–0 | 2–2 | 0–0 |
| Lija Athletic     | 0–3 | 0–2 | 2–6 | 0–4 | 1–5 | 0–3 | —   | 1–5 | 0–4 | 2–3 | 0–2 | 1–2 | 0–4 | 1–3 |
| Mosta             | 0–5 | 0–3 | 2–2 | 3–5 | 0–2 | 0–0 | 3–1 | —   | 0–2 | 2–1 | 1–1 | 1–0 | 3–1 | 0–1 |
| Naxxar Lions      | 0–0 | 0–2 | 1–2 | 0–2 | 1–4 | 0–0 | 1–1 | 2–0 | —   | 3–0 | 1–5 | 3–1 | 1–2 | 0–1 |
| Senglea Athletic  | 0–1 | 1–0 | 0–0 | 1–1 | 1–3 | 0–1 | 2–0 | 5–2 | 2–1 | —   | 3–0 | 2–1 | 2–2 | 0–1 |
| Sliema Wanderers  | 1–2 | 3–0 | 2–2 | 2–1 | 1–0 | 1–0 | 2–0 | 0–1 | 1–1 | 2–2 | —   | 1–0 | 1–1 | 0–1 |
| St. Andrews       | 3–2 | 1–0 | 1–0 | 2–3 | 1–2 | 2–1 | 1–1 | 0–0 | 0–0 | 1–0 | 0–2 | —   | 2–3 | 0–1 |
| Tarxien Rainbows  | 3–1 | 1–3 | 0–2 | 1–2 | 1–4 | 0–3 | 2–3 | 0–1 | 5–2 | 1–1 | 2–1 | 0–0 | —   | 0–2 |
| Valletta          | 0–0 | 0–0 | 1–0 | 2–1 | 3–0 | 2–1 | 4–2 | 1–0 | 0–0 | 1–0 | 1–1 | 3–0 | 6–0 | —   |

## Play-off de relegación
fue jugado entre el antepenúltimo de la liga y el tercer equipo de la Primera División 2017-18
| 27 de abril de 2018, 19:00 | Tarxien Rainbows   | 1:0 (1:0) | Zejtun Corinthians | Hibernians Ground, Paola |                         |
|                            | - James Brincat 8' |           |                    | Árbitro(s): Stefan Pace  | Árbitro(s): Stefan Pace |

## Goleadores
| Pos. | Jugador                | Club             | Goles |
| ---- | ---------------------- | ---------------- | ----- |
| 1    | Amadou Samb            | Gzira United     | 21    |
| 2    | Mario Fontanella       | Floriana         | 17    |
| 3    | Bojan Kaljevic         | Balzan           | 14    |
| 4    | Jake Grech             | Birkirkara       | 11    |
| 4    | Erjon Beu              | Lija Athletic    | 11    |
| 4    | Jurgen Degabriele      | Hibernians       | 11    |
| 7    | Clayton Failla         | Hibernians       | 10    |
| 7    | Emmanuel Okoye         | Gzira United     | 10    |
| 7    | Samba Tounkara         | Tarxien Rainbows | 10    |
| 7    | Ricardo da Silva Faria | Tarxien Rainbows | 10    |